# Quatuor Diastema
Le Quatuor Diastema est un quatuor de saxophones français formé en 1986. 
Ses membres sont premiers prix du Conservatoire national supérieur de musique et de danse de Paris et sont professeurs dans divers conservatoires en France.

## Membres
- Christophe Bois (saxophone alto),
- Philippe Lecocq (saxophone soprano),
- Philippe Braquart (saxohone ténor),
- Éric Devallon (saxophone baryton).